# NGC 6697
NGC 6697 is een elliptisch sterrenstelsel in het sterrenbeeld Hercules. Het hemelobject werd op 2 juli 1864 ontdekt door de Duitse astronoom Albert Marth.

## Synoniemen
- UGC 11349
- MCG 4-44-14
- ZWG 143.21
- PGC 62354